# Bullerskador

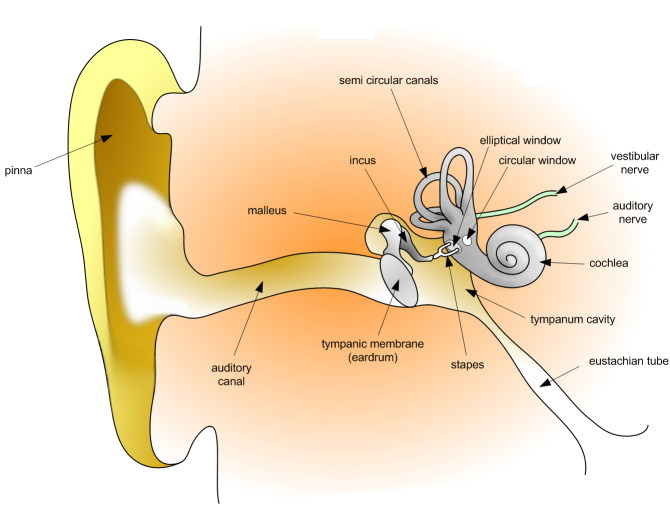
En människas öra.

Bullerskador är skador på hårcellerna som finns i öronsnäckan i örat som uppstår när man utsätts för starkt ljud. Man uppfattar ljud genom att hårcellerna i öronsnäckan kommer i vibration av de ljudvågor som satt trumhinnan i rörelse. Om dessa vibrationer blir för stora skadas håren och man har fått en hörselnedsättning.

## Ljudets påverkan på människan
| Påverkan på människan          | Ljudnivå dB(A)          | Ljudkälla |
| ------------------------------ | ----------------------- | --- |
| Extremt skadligt               | 170 160 150             | Granatgevär Kanonskott Gevärsskott                                                                                          |
| Mycket skadligt                | 140 130 120             | Jetmotor Nithammare Propellerplan                                                                                           |
| Skadligt                       | 110 100 90              | Bergborr Motorsåg Tung lastbil                                                                                              |
| Risk Talmaskerande Irriterande | 80 70 60 50 40 30 20 10 | Starkt trafikerad gata Personbil Vanligt samtal Lågmält samtal Dämpad radiomusik Viskning Tyst stadsvåning Prassel från löv |

### Symptom
De direkta fysiska skadorna på kroppen som buller ger upphov till är hörselnedsättning som ofta efterföljs av tinnitus. Symptomen är för tinnitus är ett ständigt närvarande ljud, ofta ett tjut eller brus, som upplevs som besvärande. Många bullerskadade lider mer av tinnitus än av själva hörselnedsättningen. I många fall och i synnerhet vid tidiga skador kan tinnitus förekomma utan att man fått en hörselnedsättning. Efter till exempel diskoteksbesök, konserter och liknande kan ett tillfällig tinnitus uppstå. Sådana tillfällen kan dock även leda till bestående tinnitus. Den högsta ljudstyrkan hittills uppmätt på en konsert var när Dire Straits spelade 1992 då ljudstyrkan var 134 dBA.[källa behövs] Det ligger på samma nivå som motorljudet från ett jetflygplan. Hörselnedsättning och tinnitus uppstår beroende på hur många decibel man utsätts för, men även hur lång tid man utsätts för det.
För bedömning av buller i industrin tillämpas i regel den s.k. lika energiprincipen. Detta innebär att en bullernivå på 85 dBA konstant under åtta timmar anses lika farligt som en 3 dBA högre bullernivå (88 dBA) under fyra timmar eller 91 dBA under två timmar.
Det finns idag även forskning som visar att buller orsakar stress, och kan därmed orsaka allvarliga skador, såsom hjärt- och kärlsjukdomar.